# Френклин (Ајдахо)
Френклин (енгл. Franklin) град је у америчкој савезној држави Ајдахо.

## Демографија
По попису из 2010. године број становника је 641, што је 0 (0,0%) становника више него 2000. године.
| Група             | 2000.       | 2010.       |
| Белци             | 570 (88,9%) | 547 (85,3%) |
| Афроамериканци    | 0 (0,0%)    | 3 (0,5%)    |
| Азијати           | 0 (0,0%)    | 0 (0,0%)    |
| Хиспаноамериканци | 62 (9,7%)   | 84 (13,1%)  |
| Укупно            | 641         | 641         |